# Vicálvaro (métro de Madrid)
Ne doit pas être confondu avec Vicálvaro.
Vicálvaro est une station de la ligne 9 du métro de Madrid, en Espagne.

## Situation sur le réseau
La station de métro se situe entre Valdebernardo et San Cipriano.

## Histoire
La station Vicálvaro est ouverte au public le 1er décembre 1998 lors de l'ouverture d'une extension de la ligne 9 au-delà de Pavones. Elle tient son nom du district du même nom où elle se situe.

## Services aux voyageurs

### Intermodalité
La station est en correspondance avec les lignes d'autobus n°4, 100, 106, 130, E3, E5 et N7 du réseau EMT.